# 헤르미오네
헤르미오네(Hermione)는 그리스 신화에 나오는 스파르타 왕 메넬라오스와 헬레네의 딸이다. 어머니 헬레네는 헤르미오네가 아홉 살 때 트로이 왕자 파리스와 사랑에 빠져 함께 스파르타를 떠났다. 메넬라오스가 헬레네를 되찾기 위하여 트로이로 원정을 떠나기 전에 헤르미오네는 아가멤논의 아들이자 사촌인 오레스테스와 약혼한 사이였다고 한다. 그러나 메넬라오스는 아킬레우스의 아들 네오프톨레모스 없이는 트로이를 함락할 수 없다는 예언을 듣고는 생각이 바뀌어 네오프톨레모스에게 헤르미오네를 주겠다고 약속하였다. 오레스테스는 누나 엘렉트라와 힘을 합쳐 어머니 클리타임네스트라와 그녀의 정부 아이기스토스를 죽여 아버지의 원수를 갚았으나, 어머니를 살해한 죄로 재판을 받게 되었다. 이 때 오레스테스는 헬레네와 헤르미오네를 인질로 삼고 메넬라오스에게 압력을 가해 가벼운 추방형을 받는 데 그쳤다고 한다. 다른 이야기로는 복수의 여신들인 에리니에스가 어머니를 살해한 죄를 물어 미치광이가 되게 하였으며, 이 때문에 메넬라오스는 헤르미오네를 네오프톨레모스와 결혼시켰다고 한다. 네오프톨레모스는 헥토르의 아내 안드로마케를 전리품으로 얻어 첩으로 삼았는데, 헤르미오네와 결혼하면서 그녀를 헬레노스에게 주었다. 헤르미오네는 네오프톨레모스와의 사이에서 자식이 생기지 않는 것을 안드로마케의 저주 때문이라고 생각하여 갖은 모욕을 주고 끝내는 그녀를 죽이려고 하였다. 안드로마케는 화를 모면하였으나 네오프톨레모스는 죽음을 피하지 못하였다. 네오프톨레모스의 죽음에 대해서는 여러 가지 이야기가 전하는데, 광기에서 벗어난 오레스테스가 헤르미오네를 되찾기 위하여 죽였다고도 한다. 여기에는 헤르미오네의 부추김도 작용한 것으로 보인다. 헤르미오네는 오레스테스와 결혼하여 아들 티사메노스를 낳았다. 티사메노스는 아버지를 이어 스파르타와 아르고스를 다스리다가 헤라클레스의 후손들에게 왕국을 빼앗기고 전사하였다.